# Festival Viva el Planeta
Viva El Planeta es un festival internacional de música que se lleva a cabo en la ciudad de Bogotá, Colombia, desde el año 2012.
convoca artistas y a la ciudadanía a unirse en una sola voz por el planeta, fue una iniciativa que nació de la Fundación Bombea y la agrupación bogotana Doctor Krápula.

## Historia
El objetivo principal de este proyecto es utilizar la música para despertar la conciencia ambiental y el amor por la vida, tiene como fin hacer un llamado a toda la sociedad para que cuide y respete el Medio ambiente. Creado el 18 de mayo de 2012 en el marco del lanzamiento del sexto álbum de estudio de Doctor Krápula llamado “Viva el Planeta”, nombre con el cual se bautizo el festival, ese mismo día se dio el lanzamiento del programa Gerencia de Deportes Urbanos y Nuevas Tendencias – DUNT del Instituto Distrital de Recreación y Deporte IDRD que buscaba fortalecer el desarrollo, el crecimiento y la evolución de las escenas deportivas urbanas y nuevas tendencias, a partir del apoyo y liderazgo en procesos deportivos y socioculturales relacionados con cada comunidad.
La primera edición del festival Viva el Planeta se llevó a cabo en el Palacio de los Deportes de Bogotá contó con una exhibición con 115 deportistas DUNT de alto nivel de la escena local.
Las disciplinas deportivas presentes en la exhibición Fueron: Skateboarding, Patinaje agresivo, BMX, Flatland BMX, Roller derby, Bikepolo, Soft Kombat, Parkour, Capoeira, Freestyle Fútbol, Longboarding.
Desde ese día y hasta la fecha el festival se sigue realizando cada año.

## Participantes
El festival presenta bandas nacionales e internacionales de diferentes géneros. Los artistas internacionales y algunos otros nacionales son invitados por el comité organizador.

## Ediciones
- 2012

Primera y única edición del festival con participación en la ciudad de Cali. Realizado en el Palacio de los Deportes de Bogotá, y el teatro Jorge Isaacs de Cali. Las bandas internacionales participantes fueron Puerquerama y Cecilia Villar Eljuri.
- 2013

La cuota internacional fue dada por Percance, Outernational, Enjambre, Sonido San Francisco. Realizado en La Media Torta
- 2014

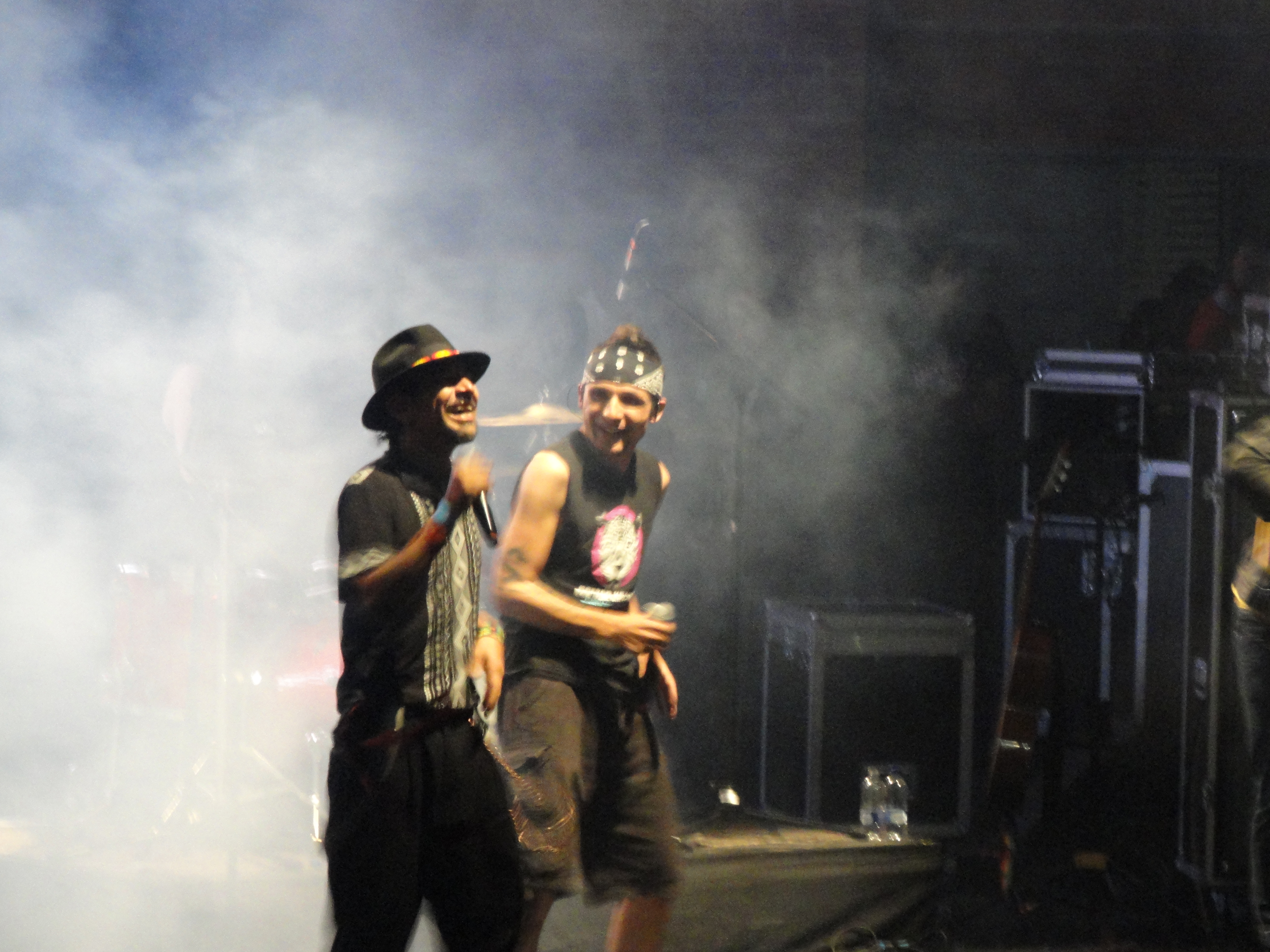
Roco Pachukote en Festival Viva El Planeta 2014.

La cuota internacional estuvo representada por Roco Pachukote y Sonidero Mestizo ex Maldita Vecindad, Che Sudaka, Walka, realizado en La Media Torta de la ciudad de Bogotá
Adicionalmente es la primera vez que el festival se realiza fuera de Colombia, en este año se realizó una edición en México el 11 de octubre en el José Cuervo Salón 
- 2015

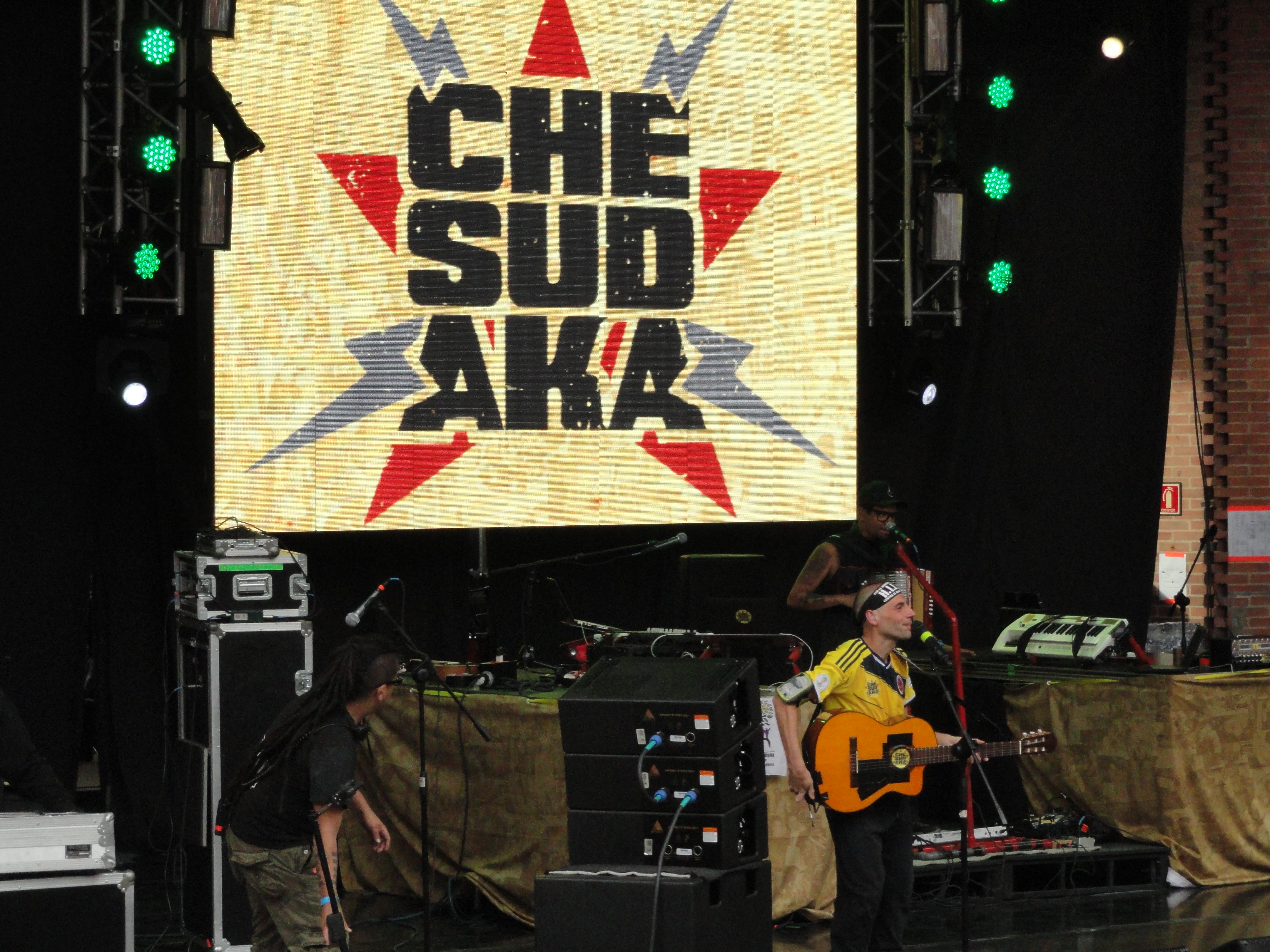
Che Sudaka en Festival Viva El Planeta 2014.

Primera vez que el festival se realizó por dos días,  bandas de 6 países, 13 artistas en escena, un gran despliegue técnico y logístico para hacer la versión número 4 del Festival. Realizado en Hospital San Juan de Dios (Bogotá)
- 2016

Esta edición se llevó a cabo el 9 de julio de 2016, la cuota internacional fue a cargo de Motor, Fesway, Akasha, Papá Changó
- 2017

Esta edición del festival se realizó por primera vez en la ciudad de Medellín,fue la única ciudad en donde se realizó el festival ese año.
- 2018

Primera vez que la edición se lleva a cabo en tres ciudades de Colombia, Medellín, Bogotá y Chiscas. En Bogotá se realizara una versión móvil.
- 2019

rimera vez que la edición se llevara a cabo en cuatro ciudades de Colombia, Bogotá, Cali, Medellín y Paipa. En Girardot se realizara una versión alterna.

## Bandas internacionales
- Puerquerama - (México)  [2012]
- Cecilia Villar ElJuri - (Estados Unidos) [2012]
- Enjambre - (México)  [2013]
- Sonido San Francisco - (México)  [2013]
- Percance - (Costa Rica)  [2013]
- Outernational - (EE.UU)  [2013]
- Che Sudaka - (España)  [2014]
- Sonidero Mestizo - (México)  [2014]
- Salón Victoria - (México)  [2014]
- Las Pastillas del Abuelo (Argentina)  [2014 México]
- Once tiros (Uruguay)  [2014 México]
- Maskatesta - (México)  [2014 México]
- Maldita Vecindad - (México)  [2015]
- Gustavo Cordera y La Caravana Mágica - (Argentina)  [2015]
- Las Manos de Filipi - (Argentina)  [2015]
- Los Rabanes - (Panamá)  [2015]
- Big Mandrake - (Venezuela)  [2015]
- Ojo de Buey  - (Costa Rica)  [2015]
- Motor - (México)  [2016] [2017]
- Fesway - (México)  [2016]
- Papá Changó - (Ecuador)  [2016]
- Akasha -  (Costa Rica)  [2016]
- Bukahara - (Alemania)  [2018 Bogotá, Bogotá versión móvil, Medellín, Chiscas]
- El Haragán y CIA - (México)  [2018 Bogotá, Medellín]
- La Tribu (Panamá)  [2018]

## Bandas Nacionales
- Puerto Candelaria - (Medellín - Colombia)  [2012]
- Nawal - (Bogotá - Colombia)  [2012]
- Nepentes - (Medellín - Colombia)  [2012]
- Juan Galeano - (Bogotá - Colombia)  [2012]
- Tr3s de Corazón - (Medellín - Colombia)  [2012 Cali] [2014 Bogotá, México]
- Indie One - (Cali - Colombia)  [2012 Cali]
- Don Palabra - (Cali - Colombia)  [2012 Cali]
- Timmy Turner - (Cali - Colombia)  [2012 Cali]
- Providencia - (Medellín - Colombia)  [2013]
- Skampida - (Bogotá - Colombia)  [2013]
- Vía Rústica - (Bogotá - Colombia)  [2013]
- Diamante Eléctrico - (Bogotá - Colombia)  [2013]
- WALKA - (Bogotá - Colombia)  [2014]
- Alto Grado - (Bogotá - Colombia)  [2014]
- Ciegos Sordomudos - (Bogotá - Colombia)  [2014]
- Profetas - (Bogotá - Colombia)  [2015]
- Los PetitFellas - (Bogotá - Colombia)  [2015]
- Bambarabanda - (Pasto - Colombia)  [2015]
- La Severa Matacera - (Bogotá - Colombia)  [2015]
- Alfonso Espriella - (Bogotá - Colombia)  [2015]
- David Kawooq and the peace messengers - (Bogotá - Colombia)  [2015]
- Revólver Plateado - (Bogotá - Colombia)  [2016]
- Mística - (Medellín - Colombia)  [2016]
- Lion Paw - (Bogotá - Colombia)  [2016]
- Steff & Will - (Bogotá - Colombia)  [2016]
- Unos Vagabundos - (Medellín - Colombia)  [2017]
- Perros de reserva - (Medellín - Colombia)  [2017][2018 Bogotá]
- Dani Vasco Y Profundo - (Medellín - Colombia)  [2017]
- Black Fairy - (Medellín - Colombia)  [2017]
- La Fragua - (Medellín - Colombia)  [2017]
- Ali A.K.A Mind - (Bogotá - Colombia)  [2017]
- Asuntos Pendientes - (Medellín - Colombia)  [2018 Medellín]
- La Doble A - (Medellín - Colombia)  [2018 Medellín, Bogotá]
- Mallko - (Bogotá - Colombia)  [2018 Medellín, Bogotá]
- Camilo Valencia - (Medellín - Colombia)  [2018 Medellín]
- Invaders Must Die - (Medellín - Colombia)  [2018 Medellín]
- Izquierdo - (Sogamoso - Colombia)  [2018 Medellín]
- Pirañas - (Bogotá - Colombia)  [2018 Bogotá]
- VibraTerra - (Bogotá - Colombia)  [2018 Bogotá]
- Odio a Botero - (Bogotá - Colombia)  [2018 Bogotá]
- Donna Pierrot - (Bogotá - Colombia)  [2018 Bogotá, Chiscas]
- El Tocayo Vargas - ( Bolívar - Colombia)  [2018 Chiscas]
- La 2.ª Packa - (Tunja - Colombia)  [2018 Chiscas]
- Furia - (Tunja - Colombia)  [2018 Chiscas]
- La Rural Band - (Colombia)  [2018 Chiscas]
- El Daga - (Sogamoso - Colombia)  [2018 Chiscas]
- The Feedback - (Bogotá - Colombia)  [2018 Bogotá Versión Móvil]

## Bandas Internacionales Invitadas
El festival ha tenido a lo largo su trayectoria la presencia de una serie de agrupaciones de distintas nacionalidades, presentando parte de sus repertorios musicales entre las que se cuentan:
| País           | Bandas Invitadas |
| -------------- | --- |
| Argentina      | Las Pastillas del Abuelo, Gustavo Cordera y la caravana mágica, Las manos de filipi                                                          |
| Costa Rica     | Percance, Ojo de buey, Akasha |
| Estados Unidos | Cecilia Villar Eljuri, Outernational |
| México         | Puerquerama, Enjambre, Sonido San Francisco, Sonidero Mestizo, Salón Victoria, Maskatesta, Maldita Vecindad, Motor, Fesway, El Haragán y CIA |
| Ecuador        | Papá Changó |
| Panama         | Los Rabanes, La Tribu |
| Venezuela      | Big Mandrake |
| Uruguay        | Once tiros |
| España         | Che Sudaka |
| Alemania       | Bukahara |

## Estadísticas (Hasta el año 2018)
- En todas las versiones realizadas del festival, la entrada ha sido gratuita.
- En Colombia, la ciudad de Cali fue la primera y única ciudad diferente a Bogotá en donde se ha realizado el festival, allí la boleta tenía costo debido al lanzamiento del álbum de Doctor Krápula "Viva El Planeta".
- En México también se han realizado diferentes versiones del festival.
- En toda las trayectoria del festival hasta el momento, solo en la 4.ª edición se realizó por dos días.
- En el año 2017 se realizó por primera vez en la ciudad de Medellín gracias al apoyo de la Fundación EPM .[2]
- Motor es la única banda internacional que se ha presentado dos veces en diferentes ediciones del festival.
- Medellín fue la única ciudad en donde se realizó el festival en el año 2017
- En el año 2018, se realizó por primera vez en tres ciudades diferentes
- En el año 2018, se realizó por primera vez dos versiones en la ciudad de Bogotá (Versión Full, Versión Móvil).
- La versión móvil se realizó en el escenario móvil Armando de la Torre realizado por Escena Mobil.[3]